# Scopula cyanata
Scopula cyanata är en fjärilsart som beskrevs av Karl Schawerda 1921. Scopula cyanata ingår i släktet Scopula och familjen mätare. Inga underarter finns listade.